# Hypoestes triflora
Espèce
Synonymes
- Hypoestes ciliata Lindau[1]
- Hypoestes inaequalis Lindau[1]
- Hypoestes phaylopsoides S. Moore[1]
- Hypoestes simensis Hochst. ex Schweinf.[1]
- Hypoestes wallichii Nees[1]
- Justicia triflora Forssk.[1]

Hypoestes triflora (Forssk.) Roem. & Schult. est une espèce de plantes tropicales de la famille des Acanthaceae et du genre Hypoestes, présente dans de nombreux pays d'Afrique et d'Asie.

## Liste des variétés
Selon Catalogue of Life (7 janvier 2018) :
- variété Hypoestes triflora var. pedunculata

Selon Tropicos (7 janvier 2018) :
- variété Hypoestes triflora var. pedunculata